# Setnica, Ba Lan
Setnica [sɛtˈnit͡sa] là một khu định cư ở quận hành chính của Gmina Miroslawiec, trong walcz County, Zachodniopomorskie, ở tây bắc Ba Lan.
Trước năm 1945, khu vực này là một phần của Đức. Đối với lịch sử của khu vực, xem Lịch sử của Pomerania.
Khu định cư có dân số 5 người.